# Zygmunt Żytkowski
Zygmunt Żytkowski ps. Kufel (ur. 2 lutego 1912 w Krakowie, zm. 1969) – polski nauczyciel.

## Życiorys
W Krakowie ukończył gimnazjum oraz Wydział Filozoficzny  Uniwersytetu Jagiellońskiego, gdzie uzyskał tytuł magistra. Podczas studiów lub tuż po nich uczył w Szkole Podchorążych i otrzymał tytuł podchorążego. W 1937 roku został nauczycielem w Prywatnym Koedukacyjnym Gimnazjum i Liceum w Kolbuszowej, gdzie uczył języka łacińskiego, greckiego i niemieckiego oraz przysposobienia wojskowego.
W sierpniu 1939 roku został powołany do wojska. Podczas kampanii wrześniowej brał udział w działaniach wojennych na Kielecczyźnie. Po kapitulacji powrócił do Kolbuszowej, gdzie 6 grudnia 1939 roku został zatrudniony w Szkołe Zawodowej Wieczorowej. Od 1940 roku uczył w niej materiałoznawstwa i towaroznawstwa. W tym samym roku uzyskał zezwolenie od władz niemieckich na nauczanie na prywatnych kursach języka niemieckiego. Od września 1941 do lipca 1944 roku prowadził tajne nauczanie. Należał do AK.
We wrześniu i październiku 1944 roku uczył w Gimnazjum i Liceum w Kolbuszowej. Zagrożony był wówczas aresztowaniem przez UB W tymże roku wyjechał do Lublina, gdzie wstąpił do ludowego Wojska Polskiego. Walczył w jednym z pułków 6 Pomorskiej Dywizji Piechoty o Wał Pomorski. Podczas działań wojennych został awansowany na porucznika.
Po demobilizacji w 1945 roku wyjechał do Wrocławia, gdzie pracował jako nauczyciel w I Liceum Ogólnokształcącym. W 1946 roku przeniesiono go na stanowisko wicedyrektora Państwowego Koedukacyjnego Gimnazjum i Liceum im. Jana Kasprowicza w Świdnicy. 1 września tegoż roku został dyrektorem placówki, którym był do 1950 roku. W tymże roku został przeniesiony na stanowisko dyrektora do I Liceum Ogólnokształcącego w Jeleniej Górze. Był nim do 1953 roku, kiedy w wyniku ingerencji władz oświatowych odszedł z piastowanego stanowiska.
Zmarł w 1969 roku. Został pochowany w Bielsku-Białej.

## Życie prywatne
Był pierwszym dzieckiem Stanisława i Józefy z domu Plicht. Miał młodszego brata Stanisława. Był żonaty, rodzina miała jedno dziecko. Zmarł z powodu nowotworu gardła.

## Publikacje
Tajne nauczanie gimnazjalno-licealne w Kolbuszowej w latach 1941–1944, Biblioteka Publiczna Miasta i Gminy, Kolbuszowa 1998, ISBN 83-901865-7-8.

## Upamiętnienie
W 1990 roku został patronem dawnej ulicy Manifestu Lipcowego w Kolbuszowej.
W 2018 roku w budynku I Liceum Ogólnokształcącego im. Jana Kasprowicza w Świdnicy otwarto Izbę Pamięci Szkoły im. dyrektora Zygmunta Żytkowskiego.